# Lagarinhos
Lagarinhos is een plaats (freguesia) in de Portugese gemeente Gouveia en telt 503 inwoners (2001).